# Agnin
Agnin är en kommun i departementet Isère i regionen Auvergne-Rhône-Alpes i sydöstra Frankrike. Kommunen ligger i kantonen Roussillon som tillhör arrondissementet Vienne. År 2022 hade Agnin 1 240 invånare.

## Befolkningsutveckling
Antalet invånare i kommunen Agnin
Referens:INSEE